# Hitch-hiker's Guide to Europe
Hitch-hiker's Guide to Europe (Gids voor lifters in Europa) is een reisgids voor lifters, geschreven door Ken Welsh in 1971 en later dat jaar in het Verenigd Koninkrijk uitgegeven door Pan Books. Een Amerikaanse editie volgde in 1972 en werd uitgegeven door Stein and Day.
Het boek wordt sinds 1996 niet meer uitgegeven en is enkel nog in tweedehandsboekwinkels te vinden. Op het hoogtepunt zou het het boek zijn dat het vaakst uit Britse openbare bibliotheken gestolen werd. De titel van The Hitchhiker's Guide to the Galaxy is gebaseerd op de titel van deze reisgids.

## Inhoud

### Landen en regio's
Feitelijke informatie over specifieke gebieden was opgedeeld in de volgende hoofdstukken:
- Engeland
- Wales
- Schotland
- Noord-Ierland
- Ierland
- Frankrijk
- België
- Nederland
- West-Duitsland
- Luxembourg en de 'kleine landen'
- Zwitserland
- Oostenrijk
- Italië
- Spanje
- Portugal
- Griekenland
- Denemarken
- Zweden
- Noorwegen
- Finland
- "De communistische landen"
  - In de editie uit 1972 bestond de volledige inhoud van de sectie over Albanië uit de woorden "vergeet het maar" ("forget it").
- Marokko en Noord-Afrika
- Turkije en het Midden-Oosten

### Andere secties
- Hoe lift je?
- Wanneer niet te liften?
- Hoe benut je je geld optimaal?
- Hoe kom je een onbekende stad in en uit en wat doe je als je er bent?
- Tips voor fotografie
- Informatie over de International Student Identity Card
- Adressen van ambassades en studentenorganisaties
- Jeugdherbergen
- Zwarte markten
- Spullen verkopen en belenen